# Bijela Gorica
 Bijela Gorica  falu Horvátországban Zágráb megyében. Közigazgatásilag Marija Goricához tartozik.

## Fekvése
Zágrábtól 25 km-re, községközpontjától  2 km-re északnyugatra a Szutla völgyének keleti szélén, a szlovén határ mellett fekszik.

## Története
A falunak 1857-ben 152, 1910-ben 222 lakosa volt. Trianon előtt Zágráb vármegye Zágrábi járásához tartozott. 2011-ben 157 lakosa volt.

## Lakosság
| Lakosság változása | Lakosság változása | Lakosság változása | Lakosság változása | Lakosság változása | Lakosság változása | Lakosság változása | Lakosság változása | Lakosság változása | Lakosság változása | Lakosság változása | Lakosság változása | Lakosság változása | Lakosság változása | Lakosság változása | Lakosság változása |
| ------------------ | ------------------ | ------------------ | ------------------ | ------------------ | ------------------ | ------------------ | ------------------ | ------------------ | ------------------ | ------------------ | ------------------ | ------------------ | ------------------ | ------------------ | ------------------ |
| 1857               | 1869               | 1880               | 1890               | 1900               | 1910               | 1921               | 1931               | 1948               | 1953               | 1961               | 1971               | 1981               | 1991               | 2001               | 2011               |
| 152                | 165                | 183                | 203                | 201                | 222                | 217                | 241                | 231                | 206                | 193                | 201                | 159                | 162                | 161                | 157                |

## Külső hivatkozások
Marija Gorica község hivatalos oldala